# Разване
Разване (на словенски: Razvanje) е село в Словения, Подравски регион, община Марибор. Според Националната статистическа служба на Република Словения през 2002 г. селото има 1407 жители.